# Tarcza ałdańska
Tarcza ałdańska – prekambryjska tarcza w południowej części platformy syberyjskiej, od południa ograniczona wyraźną linią uskoków. Wyniesiona krawędź buduje Góry Stanowe sfałdowane w proterozoiku, północną część tarczy budują skały archaiczne.
Nazwa tarczy pochodzi od miasta Ałdan (miasto) we wschodniej Syberii, położonego nad rzeką o tej samej nazwie.